# Ondřej Dostál
Ondřej Dostál (* 25. ledna 1979) je český právník a vysokoškolský pedagog, specializující se na oblast vztahů práva a zdravotnictví. Od července 2024 je poslancem Evropského parlamentu, od září 2024 zastupitelem Plzeňského kraje a od března 2025 pak 1. místopředsedou hnutí Stačilo!

## Život
Absolvoval Právnickou fakultu Univerzity Karlovy v Praze, studoval též v Rakousku a díky Fulbrightově stipendiu též postgraduálně v USA. Od roku 2003 je činný na Univerzitě Karlově a na Institutu postgraduálního vzdělávání ve zdravotnictví. Odborně se zaměřuje především na regulaci systému zdravotního pojištění, úhrad za zdravotní péči, organizací zdravotnických zařízení a práva pojištěnců.
Angažoval se v České pirátské straně, jejímž členem byl od února 2021 do září 2022. V prosinci 2021 se kvůli rozdílům v hodnotových postojích rozhodl opustit poradní vládní tým koalice Pirátů a hnutí STAN. V březnu a dubnu 2023 vystoupil jako řečník na protivládních demonstracích organizovaných Jindřichem Rajchlem.
Zastupoval třebíčskou nemocnici v kauze vyměněných dětí. V průběhu pandemie covidu-19 soudně napadal zákonnost vydávaných omezení. Roku 2006 získal cenu Právník roku v kategorii Talent roku.
Na YouTube kanálu Aby bylo jasno Jany Bobošíkové a Hany Lipovské vysílá od května 2023 jednou týdně pořad Právní džungle, kde se zabývá především zdravotnickým právem a politickým děním. Po jeho zvolení europoslancem se pořad přejmenoval na Eurodžungli.
Ve volbách do Evropského parlamentu v červnu 2024 kandidoval jako nestraník za SD-SN na druhém místě kandidátky uskupení „Stačilo!, koalice KSČM, SD-SN a ČSNS“. Získal 24 403 přednostních hlasů a stal se jedním ze dvou europoslanců za koalici Stačilo!. V Evropském parlamentu spolupracuje s evropskou politickou stranou ECPM. V listopadu 2024 (kdy stále probíhala ruská agrese na Ukrajině) se spolu se slovenským europoslancem Ľubošem Blahou účastnil summitu BRICS v Soči.
V krajských volbách v roce 2024 kandidoval na 2. místě kandidátky koalice STAČILO! jako nestraník za SD-SN v Plzeňském kraji. Vlivem preferenčních hlasů skončil však na prvním místě a stal se zastupitelem kraje. V březnu 2025 byl zvolen 1. místopředsedou hnutí Stačilo! Ustavující sněm se však konal v tichosti, novináři na něj nebyli pozváni a hnutí o jeho konání neinformovalo ani na svých sociálních sítích.
V červenci 2025 mu byl v Moldavsku zabaven diplomatický pas, byl vyhoštěn ze země a označen za osobu, která je rizikem pro veřejný pořádek moldavskou národní bezpečnost. Dostál se snažil přicestovat na mezinárodní konferenci s titulem Make Europe Great Again.

## Osobní život
Má tři děti.